# Рубль Олонецкой губернии

Рубль Олонецкой губернии (кредитный билет Олонецкой губернии) — денежная единица, выпущенная в Олонецкой губернии РСФСР в 1918 году.

## История
Причины, побудившие олонецкие советские органы прийти к мысли о необходимости эмиссии местных кредитных билетов, были общими для большинства окраин РСФСР. Это — острый недостаток денежных знаков в местном отделении Государственного банка и казначействах губернии.
Впервые решение об эмиссии олонецкого кредитного билета было принято на совещании при Олонецком губернском комиссаре А. Ф. Кожевникове 20 декабря 1917 г. — по согласованию с Петрозаводским отделением Государственного банка была определена сумма обеспечения выпуска денег и ряд организаций Олонецкой губернии, обеспечивающих выпуск кредитных билетов. Контроль над эмиссией был поручен Олонецкой губернской финансовой комиссии. Совещанием был разработан внешний вид бон номиналом менее 100 рублей и 100-рублевых и опубликован в местных газетах.
12 января 1918 года Исполнительный комитет Олонецкого губернского Совета крестьянских, рабочих, и солдатских депутатов принял решение «совершить все подготовительные, вплоть до приступа к печатанию бон».
Решено было провести печатание купонов достоинством в 1, 3, 5, 10 и 25 рублей. Однако в связи с галопирующей инфляцией купюра в 3 рубля вскоре была заменена купюрой достоинством в 100 рублей.. Рисунки бон на литографских камнях изготовил гравёр-литограф Королёв, за что ему было уплачено 1710 рублей. Олонецкие кредитные билеты печатались в типографии Мурманской железной дороги, где для этой работы было отведено особое помещение. Процесс печатания требовал очень большого количества времени, так как печатание производилось не листами, каждая купюра печаталась отдельно в несколько приёмов: сперва сетка, затем рисунки одной краской и, наконец, текст другой краской.
29 июля 1918 года олонецкий губернский комиссар финансов Яковлев докладывает Губисполкому «О приостановлении печатания специальных олонецких губернских кредитных билетов — бон» в связи с поступлением в губернию из центра достаточного количества денежных знаков. После этого клише и уже отпечатанные боны были уничтожены, малая их часть попала в местное казначейство.

## Описание купюр
Размер рамок кредитных билетов достоинством в 1, 5, 10 и 25 рублей как лицевой, так и оборотной сторон 13,3 на 8 сантиметров; размер кредитного билета в 100 рублей (лицевая и оборотная стороны)— 15,7 на 9,6 сантиметров. Поля кредитных билетов первых 4 достоинств имеют разные размеры: приблизительно по 2,5 сантиметров с каждой стороны рамки в длину билета и 1,5 сантиметра в ширину; билет достоинством в 100 рублей имеет поле вокруг всей рамки шириной около 0,5 сантиметра.
Лицевая сторона билетов (в рамке) имеет в верхних углах цифры номинала в виньетке. В середине верхней части помещен герб Олонецкой губернии (рука со щитом и четыре ядра) в лавровом венке, а над гербом — виньетка и лавровые ветки, и длинные стебли. B центре билета в виньетке надпись в три строчки: «Один рубль (кредитный билет) Олонецкой губернии». Слова, обозначающие достоинство билета, соответственно достоинству изменяются. В нижних углах в овальных виньетках — год выпуска: 1918. Между последними надпись в два столбца, отделённых друг от друга квадратиками. С левой стороны: «Разрешён к выпуску Советом Народных Комиссаров и имеет обязательное хождение в Олонецкой губернии наравне с государственными кредитными билетами». С правой стороны подписи: «Управляющий Петрозаводск. Отд. Государств, банка А. Бетинг. Комиссар Петрозаводск. Отд. Государств. банка К. Алмазов». Под столбцами подпись: «Председатель Олонец. Губ. Совета Крестьянских Рабоч. и Солдат. Деп. Вал. Парфенов».
Оборотная сторона. В длину всего билета в верхней части — виньетка с лавровыми листьями. Под ней (в середине) в особой виньетке год выпуска: 1918. Под общей виньеткой с левой стороны в отдельной виньетке, имеющей вид рамки с лавровыми листьями, — обозначение купюры (например: «1 рубль», «5 рублей» и так далее). С правой стороны, в подобной же виньетке, текст: «Кредитный билет Олонецкой губернии обеспечивается полностью всеми местными доходами и вкладом Олонецкого Губернского исполнительного комитета Советов крестьянских, рабочих и солдатских депутатов на его текущем счету в Петрозаводском отделении Народного банка Российской Федеративной Советской Республики и принимаются во все платежи во всех государственных и общественных кассах, а также частными лицами в пределах Олонецкой губернии». Под этим текстом, под чертой: «Подделка этих билетов, а также отказ от приема их в платежи преследуется по закону».
Все тексты на билетах по старой орфографии и не имеют никаких знаков препинания, кроме точек. Серий и номеров билеты не имеют.
Все виньетки, рисунки, цифры и тексты (шрифт) на билетах в 1, 5, 10 и 25 рублей одинакового размера, на билете же в 100 рублей — несколько крупнее, соответственно размеру рамки. Кроме того, на билете в 100 рублей в тексте на оборотной стороне после слова «крестьянских» имеется запятая. Во всех билетах в том же тексте ошибка — вместо «принимается» напечатано «принимаются».
Кредитные билеты имеют следующие цвета:
- 1 рубль. Лицевая сторона — жёлтый, виньетки синие, фон внутри виньеток коричневый. Оборотная сторона — темно-жёлтый, впадает в коричневый.
- 5 рублей. Лицевая сторона — голубой, фон внутри виньеток — сиреневый. Оборотная сторона — ярко-голубой, фон внутри виньеток (рамок) — светло-коричневый.
- 10 рублей. Лицевая сторона — розовый, фон внутри виньеток — красно-кирпичный. Оборотная сторона — светло-красный, фон внутри виньеток (рамок) — розовый.
- 25 рублей. Лицевая сторона — серый, впадает в светло-оливковый, фон внутри виньеток —оливковый. Оборотная сторона — серо-сиреневый, впадает в оливковый, фон внутри виньеток — розовый.
- 100 рублей. Лицевая сторона — светло-коричневый, фон внутри виньеток — темно-сиреневый и коричневый. Оборотная сторона — светло-коричневый, виньетки — сиреневый и фон внутри виньеток — коричневый.